# Класс защиты от стрелкового оружия
Класс защиты от стрелкового оружия — классификация бронеодежды (бронежилетов, касок, штурмовых щитов и т. п.), военных и специальных автомобилей (бронеавтомобилей, инкассаторских и правительственных машин, и т. п.), различных средств защитных банковских (СЗБ) — бронированных ограждающих конструкций (банковских кабин, операционных касс, постов охраны, бронированных дверей и окон, и т. д.), а также пулестойких стёкол (бронестёкол), обладающих устойчивостью от огня стрелкового оружия.
Классификация защиты определяется системой национальных стандартов Российской Федерации (ГОСТ Р), действующих на её территории, основными из которых являются:
- ГОСТ Р 50744-95 «Бронеодежда. Классификация и общие технические требования»[1];
- ГОСТ Р 50963-96 «Защита броневая специальных автомобилей. Общие технические требования»[2];
- ГОСТ Р 51112-97 «Средства защитные банковские. Требования по пулестойкости и методы испытаний»[3];
- ГОСТ Р 51136-2008 «Стёкла защитные многослойные. Общие технические условия»[4].

Стандартизированная классификация разработана ЗАО «ОСИМЗ», ОАО НИИ стали, НИИСТ МВД России, в/ч 33491 (Ржевский полигон), Российским сертификационным центром «Опытное», Всероссийским научно-исследовательским институтом стандартизации Госстандарта России.

## Классы защиты c 2014 года (СЗБ — c 2016 года, кроме бронестёкол)
| Класс защитной структуры  | Наименование средства поражения                          | Оружие                              | Тип сердечника            | Масса, г                  | Скорость, м/с             | Дистанция обстрела, м     |
| Специальные классы защиты | Специальные классы защиты                                | Специальные классы защиты           | Специальные классы защиты | Специальные классы защиты | Специальные классы защиты | Специальные классы защиты |
| ------------------------- | -------------------------------------------------------- | ----------------------------------- | ------------------------- | ------------------------- | ------------------------- | ------------------------- |
| С                         | Холодное оружие                                          | Штык-нож инд. 6Х5 заводской заточки | —                         | Энергия удара (49 ± 1) Дж | Энергия удара (49 ± 1) Дж | —                         |
| С1                        | 18,5-мм охотничий патрон                                 | Охотничье ружьё 12-го калибра       | Свинцовый                 | 34,0 ± 1,0                | 390—410                   | 5 ± 0,1                   |
| С2                        | Имитатор осколка                                         | Баллистический ствол без нарезов    | Стальной шарик            | 1,05                      | V50 %                     | —                         |
| Основные классы защиты    |                                                          |                                     |                           |                           |                           |                           |
| Бр1                       | 9 × 18 мм пистолетный патрон с пулей Пст, инд. 57-Н-181С | 9-мм АПС, инд. 56-А-126             | Стальной                  | 5,9                       | 335 ± 10                  | 5 ± 0,1                   |
| Бр2                       | 9 × 21 мм патрон с пулей П, инд. 7Н28                    | 9-мм СР-1, инд. 6П53                | Свинцовый                 | 7,93                      | 390 ± 10                  | 5 ± 0,1                   |
| Бр3                       | 9 × 19 мм патрон с пулей Пст, инд. 7Н21                  | 9-мм ПЯ, инд. 6П35                  | Стальной                  | 5,2                       | 455 ± 10                  | 5 ± 0,1                   |
| Бр4                       | 5,45 × 39 мм патрон с пулей ПП, инд. 7Н10                | 5,45-мм автомат АК74, инд. 6П20     | Стальной термоупрочнённый | 3,5                       | 895 ± 15                  | 10 ± 0,1                  |
| Бр4                       | 7,62 × 39 мм патрон с пулей ПС, инд. 57-Н-231            | 7,62-мм автомат АКМ, инд. 6П1       | Стальной термоупрочнённый | 7,9                       | 720 ± 15                  | 10 ± 0,1                  |
| Бр5                       | 7,62 × 54 мм патрон с пулей ПП, инд. 7Н13                | 7,62-мм винтовка СВД, инд. 6В1      | Стальной термоупрочнённый | 9,4                       | 830 ± 15                  | 10 ± 0,1                  |
| Бр5                       | 7,62 × 54 мм патрон с пулей Б-32, инд. 7-БЗ-3            | 7,62-мм винтовка СВД, инд. 6В1      | Стальной термоупрочнённый | 10,4                      | 810 ± 15                  | 10 ± 0,1                  |
| Бр6                       | 12,7 × 108 мм патрон с пулей Б-32, инд. 57-БЗ-542        | 12,7-мм ОСВ-96                      | Стальной термоупрочнённый | 48,2                      | 830 ± 20                  | 50 ± 0,5                  |

## Классы защиты бронестёкол (бронеодежды и специальных автомобилей — до 2014 года, СЗБ — до 2016 года)
| Класс защиты | Вид оружия                              | Наименование и индекс патрона                    | Характеристика пули         | Характеристика пули    | Характеристика пули    | Дистанция обстрела, м |
| ------------ | --------------------------------------- | ------------------------------------------------ | --------------------------- | ---------------------- | ---------------------- | --------------------- |
| Класс защиты | Вид оружия                              | Наименование и индекс патрона                    | Тип сердечника              | Масса, г               | Скорость, м/с          | Дистанция обстрела, м |
| Специальный  | Холодное оружие (кинжал, нож)           | —                                                | —                           | Энергия удара 45—50 Дж | Энергия удара 45—50 Дж | —                     |
| 1            | Пистолет Макарова                       | 9-мм пистолетный патрон 57-Н-181С с пулей Пст    | Стальной                    | 5,9                    | 305—325                | 5                     |
| 1            | Револьвер типа «Наган»                  | 7,62-мм револьверный патрон 57-Н-122 с пулей Р   | Свинцовый                   | 6,8                    | 275—295                | 5                     |
| 2            | Пистолет специальный малокалиберный ПСМ | 5,45-мм пистолетный патрон 7Н7 с пулей Пст       | Стальной                    | 2,5                    | 310—335                | 5                     |
| 2            | Пистолет Токарева (ТТ)                  | 7,62-мм пистолетный патрон 57-Н-134С с пулей Пст | Стальной                    | 5,5                    | 415—445                | 5                     |
| 2а           | Охотничье ружьё 12-го калибра           | 18,5-мм охотничий патрон                         | Свинцовый                   | 35,0                   | 390—410                | 5                     |
| 3            | Автомат АК-74                           | 5,45-мм патрон 7Н6 с пулей ПС                    | Стальной нетермоупрочнённый | 3,5                    | 890—910                | 5—10                  |
| 3            | Автомат АКМ                             | 7,62-мм патрон 57-Н-231 с пулей ПС               | Стальной нетермоупрочнённый | 7,9                    | 710—740                | 5—10                  |
| 4            | Автомат АК-74                           | 5,45-мм патрон 7Н10 с пулей ПП                   | Стальной термоупрочнённый   | 3,4                    | 890—910                | 5—10                  |
| 5            | Винтовка СВД                            | 7,62-мм патрон 57-Н-323С с пулей ЛПС             | Стальной нетермоупрочнённый | 9,6                    | 820—840                | 5—10                  |
| 5            | Автомат АКМ                             | 7,62-мм патрон 57-Н-231 с пулей ПС               | Стальной термоупрочнённый   | 7,9                    | 710—740                | 5—10                  |
| 5а           | Автомат АКМ                             | 7,62-мм патрон 57-БЗ-231 с пулей БЗ              | Специальный                 | 7,4                    | 720—750                | 5—10                  |
| 6            | Винтовка СВД                            | 7,62-мм патрон 7Н13 с пулей СТ-М2                | Стальной термоупрочнённый   | 9,6                    | 820—840                | 5—10                  |
| 6а           | Винтовка СВД                            | 7,62-мм патрон 7-БЗ-3 с пулей Б-32               | Специальный                 | 10,4                   | 800—835                | 5—10                  |

## Соответствие классов защиты до и после 2014 года
| Класс защитной структуры бронеодежды                                | Класс защитной структуры бронеодежды                                | Класс защиты по стандартам | Класс защиты по стандартам |
| ------------------------------------------------------------------- | ------------------------------------------------------------------- | -------------------------- | -------------------------- |
| Редакция ГОСТ Р 50744-95 с изменениями № 1, 2 (до 1 июля 2014 года) | Редакция ГОСТ Р 50744-95 с изменениями № 3 (после 1 июля 2014 года) | США                        | Германии                   |
| 1                                                                   | Бр1                                                                 | II-IIA                     | —                          |
| 2                                                                   | Бр2                                                                 | IIIA-III                   | 1                          |
| 2а                                                                  | С1                                                                  | III                        | 2                          |
| 3                                                                   | Бр3                                                                 | III                        | 3                          |
| 4                                                                   | Бр4                                                                 | III-IV                     | 4                          |
| 5                                                                   | Бр4                                                                 | III-IV                     | 4                          |
| 5а                                                                  | Бр5                                                                 | IV                         | —                          |
| 6                                                                   | Бр5                                                                 | IV                         | —                          |
| 6а                                                                  | Бр5                                                                 | IV                         | —                          |

### Комментарии
1. ↑  Скорость поражающего элемента (за исключением скорости имитатора осколка) измеряют на расстоянии (3 ± 0,1) м от дульного среза. Скорость имитатора осколка измеряют на расстоянии (0,75 ± 0,01) м от лицевой поверхности образца.
2. 1 2  Класс защиты только для бронеодежды (ГОСТ Р 50744-95).
3. ↑  Класс защиты только для бронеодежды (ГОСТ Р 50744-95) и специальных автомобилей (ГОСТ Р 50963-96).
4. ↑  Стальной шарик ⌀ 6,35 мм по ГОСТ 3722, если иное не указано в нормативной документации на изделие.
5. ↑  Значение V50 % определяют в соответствии с нормативной документацией, утверждённой в установленном порядке.
6. ↑  Для бронеодежды (ГОСТ Р 50744-95), специальных автомобилей (ГОСТ Р 50963-96) и СЗБ (ГОСТ Р 51112-97) данное значение равнялось 3,4 г.
7. ↑  Для бронеодежды (ГОСТ Р 50744-95), специальных автомобилей (ГОСТ Р 50963-96) и СЗБ (ГОСТ Р 51112-97) данное значение равнялось 3,6 г.
8. ↑  Стандарт Национального института юстиции США[англ.] (NIJ)[9].
9. ↑  Стандарт Немецкого института по стандартизации (DIN)[9].